# 뇌전증 발작
뇌전증 발작(腦電症發作)은 뇌전증 환자에게서 뇌 신경들이 과도하거나, 과도한 동조를 할 때 나타나는 증상이다. 의식의 손실과 신체의 비정상적 움직임으로 나타나는데, 그 정도에 따라 뇌전증의 종류를 구분할 수 있다. 보통 2분 이내에 증상이 멎고 정상으로 돌아온다.
유발성 발작과 비유발성 발작이 있는데, 유발성 발작의 경우 저혈당, 저나트륨혈증, 고열, 뇌염, 뇌진탕 등의 요인으로 일어날 수 있다. 비유발성 발작의 경우 뇌 조직의 이상으로 인해 발생한다.